# Småspigg
Småspigg (Pungitius pungitius) är en taggfenig fisk i familjen spiggar.

## Utbredning och habitat
Arten förekommer huvudsakligen i små vattenansamlingar som dammar eller diken, men finns även i sjöar och lugna delar av floder. Den förekommer även i bräckt vatten och saltvatten. Småspigg föredrar grunda regioner med mycket växtlighet. Arten kan uthärda större växlingar av vattnets kvalitet.
Utbredningsområdet är inte helt klarlagt men arten förekommer i varje fall i nästan hela Europa, Nordamerika och norra Asien. I vissa regioner är arten införd av människan.
Dessa individer, som lever i salt eller bräckt vatten, vandrar under parningstiden till sötvattensområden.

## Kännetecken
Som namnet antyder är arten med en längd mellan 5 och 7 centimeter ganska liten. Framför den mjuka ryggfenan finns 7 till 11 (oftast 9 till 10) taggar.
Ovansidan är grågrön till brun och sidorna silverfärgade. Ofta finns oregelbundet fördelade strimmor eller fläckar. Under parningstiden blir hanarna på buken och kinden svarta och ibland förekommer helt svarta hanar. De vita bukfenorna kontrasterar tydligt mot den mörka kroppen. I vissa fall förekommer andra färger under lektiden.
Huden är med undantag av 10 benlika plattor vid svansen naken.

## Levnadssätt
Småspigg äter huvudsakligen ryggradslösa djur, men av dessa äter fisken allt vad den kan få.
Under parningstiden bygger fisken ett näste som förankras mellan vattenväxter.
Utanför parningstiden lever varje individ ensam. Vid fara gömmer den sig i slam eller bakom vattenväxter. Under flykten försöker fisken virvla upp mycket slam för att minska angriparens sikt.
Hanar når vanligtvis en ålder på upp till 3 år och honor blir oftast 5 år gamla.

## Underarter
Arten delas vanligtvis i underarter beroende på utbredningsområdet, men denna systematik är omstridd.
- P. pungitius pungitius (Linnaeus, 1758)
- P. pungitius sinensis (Guichenot, 1869)
- P. pungitius laevis (Cuvier, 1829)
- P. pungitius occidentalis (Cuvier, 1829)
- P. pungitius tymensis (Nikolskii, 1889)

### Webbkällor
- Hans-Joachim Paepke: Die Stichlinge: Gasterosteidae, Westarp Wissenschaften, Magdeburg 1996, ISBN 3-89432-492-9
- FishBase – Pungitius pungitius